# Хьюитт, Джессика
Джессика Хьюитт (англ. Jessica Hewitt; 9 октября 1986, гор. Лэнгли, провинция Британская Колумбия) — канадская конькобежка, специализирующаяся в шорт-треке, серебряный призёр Олимпийских игр 2014 года. Призёр нескольких чемпионатов мира.

## Биография
Джессика Хьюитт родилась в Лэнгли, но выросла в Камлупсе после переезда во Внутренние районы, когда ей было семь лет. Она начала заниматься конькобежным спортом в десятилетнем возрасте в своем родном городе Камлупсе, в клубе «Kamloops Long Blades». В 2002 году участвовала в канадских играх с эстафетой и завоевала серебряную медаль. В 2006 году она переехала в Калгари, где тренировалась в Олимпийском овале. В 2008 году впервые попала в национальную сборную.
В 2009 году она заняла восьмое место в беге на 500 м, 12 место на 1000 м и восьмое место на 1500 м на Олимпийской квалификации 2010 года, которые проводились в Ванкувере и не попала в сборную. С сезона 2008/09 годов принимала участие в розыгрыше Кубка мира по шорт-треку, наивысшего результата достигла в сезоне 2013/2014 годов — итоговое 9 место.
На национальном чемпионате 2010 года заняла второе место в общем зачёте. Она продолжила кататься и переехала в Монреаль в 2011 году, чтобы тренироваться с национальной командой и тогда же на открытом чемпионате Канады заняла общее 3-е место. В марте на чемпионате мира в Шеффилде в составе эстафеты выиграла бронзовую медаль.
В феврале 2013 года во время олимпийских отборочных соревнований она заняла третье место в общем зачете, заняв второе место на дистанции 500 м, что позволило ей представлять сборную Канады на Олимпийских играх 2014 года, а в марте она участвовала на чемпионате мира в Дебрецене, выиграв серебряную медаль в эстафете.
В 2014 году на Олимпийских играх в Сочи, в составе Мари-Ева Дроле, Валери Мальте, Марианны Сен-Желэ и Джессики Хьюитт, канадская команда выиграла серебряные награды в эстафете, пропустив вперед сборную Южной Кореи. Оба родителя Джессики, Гэри и Шелли, её бойфренд и её брат Митч были в Сочи, чтобы поддержать её. После Олимпиады в октябре 2014 Джессика Хьюитт завершила карьеру спортсменки: «Сейчас для меня хорошее время, потому что мысли о свободе и переживании разных вещей не покидали меня, и теперь, когда я достигла всего, чего хочу, я могу выйти на улицу со счастьем и миром», — сказала 28-летняя Джессика из своего дома в Монреале.
Она и её бойфренд Пасан Чандравира (родом из Австралии) отправились в апреле в поездку продолжительностью пять с половиной месяцев, которая началась в Австралии, где они обручились и закончилась на Мадагаскаре. Джессика окончила Университет Конкордии в Монреале и получила степень в области экологии человека.
В данное время является волонтёром и организатором мероприятии в небольшом некоммерческом клубе конькобежцев «Kamloops Long Blades» в Камлупсе.